# استان کورینتس
 استان کورینتس ، یکی از ایالات ۲۳ گانه آرژانتین، واقع در شمال غرب کشور و منطقه میانرودان می‌باشد که با ایالات چاکو، سانتا فه، میسیونس، انتره ریوز و کشورهای پاراگوئه، اروگوئه و برزیل مرز مشترک دارد.

## مشخصات
- مرکز: کورینتس
- مساحت: ۸۸۱۹۹ کیلومترمربع
- جمعیت: ۹۳۰۹۹۱ (تا ۲۰۰۱)
- فرماندار: ریکاردو کولومبی

## تاریخچه
پیش از ورود اسپانیایی‌ها به آمریکای جنوبی، استان کورینتس، زیستگاه بومیان گوارانی بود.
خوان تورس ده ورا ای آراگون، در سال ۱۵۸۸ شهر کورینتس را بین آسونسیون و بوئنوس آیرس بنا کرد.
مبلغان ژزوئیت، هیئت‌های تبلیغی خود را در شمال کورینتس مسقتر کردند. بین سالهای ۱۸۱۴ و ۱۸۲۰ و
در جنگ استقلال، کورینتس به مجمع آزادی‌خواهان آرتیگاس پیوست.
در سال ۱۸۶۵ با حمله پاراگوئه به این استان بود که " جنگ اتفاق مثلث " درگرفت.
در سال ۱۹۱۹ دانشگاه ملی لیتورال تأسیس شد که در سال ۱۹۵۶ به دانشگاه ملی شمال خاوری بدل گشت.
کورینتس به سبب تمبرهایی که در سال‌های ۱۸۵۶ تا ۱۸۸۰ انتشار می‌داد شهرتی در دنیای تمبر به دست آورد.
در قرن‌های ۱۹ و ۲۰ خانواده رومرو فریس، از زمینداران استان، نقش عمده‌ای درسیاست کورینتس داشتند. بیشتر این دوره، کورینتس شاهد سرکوب مخالفان و هر گونه تلاش جهت اصلاحات بود. به دنبال انتخابات منازعه‌آمیز ۱۹۹۱ و اعتراضات عمومی برای عزل فرماندار رائول تاتو رومرو فریس (کارلوس منم رئیس‌جمهور وقت بود)، در او به عنوان شهردار استان برگزیده شد اما در در پی یک اختلاس در سال ۱۹۹۹ عزل شد. او در مه ۲۰۰۲ به ۷ سال زندان محکوم شد. در سال‌های پس از آن، استان تأثیر مهمی بر سیاست‌های کشور داشت. رومرو فریس‌ها توسط یک نماینده اتحادیه مدنی در انتخاب فرماندار شکست خوردند اما حمایت مداوم اتحادیه از رئیس‌جمهور نستور کرچنر، سبب شد تا کمیته ملی و شاخه استان کورینتس و مندوسا به انتقاد از آن واکنش نشان دهند، سرانجام این اختلافات موجب شد که بخشی از اتحادیه به کرچنر بپیوندند.
در سال ۱۹۷۴ پس از توافقی که بین رئیس‌جمهور آرژانتین – خوان پرون – و رئیس‌جمهور پاراگوئه – آلفردو استروسنر – حاصل شد، شمال شرق کورینتس به عنوان محل احداث سد یاسیره تا برگزیده شد. این سد با هزینه ۱۱ میلیارد دلاری یکی از یزرگترین سدهای تولید برق کشور است.

## جغرافیا و اقلیم

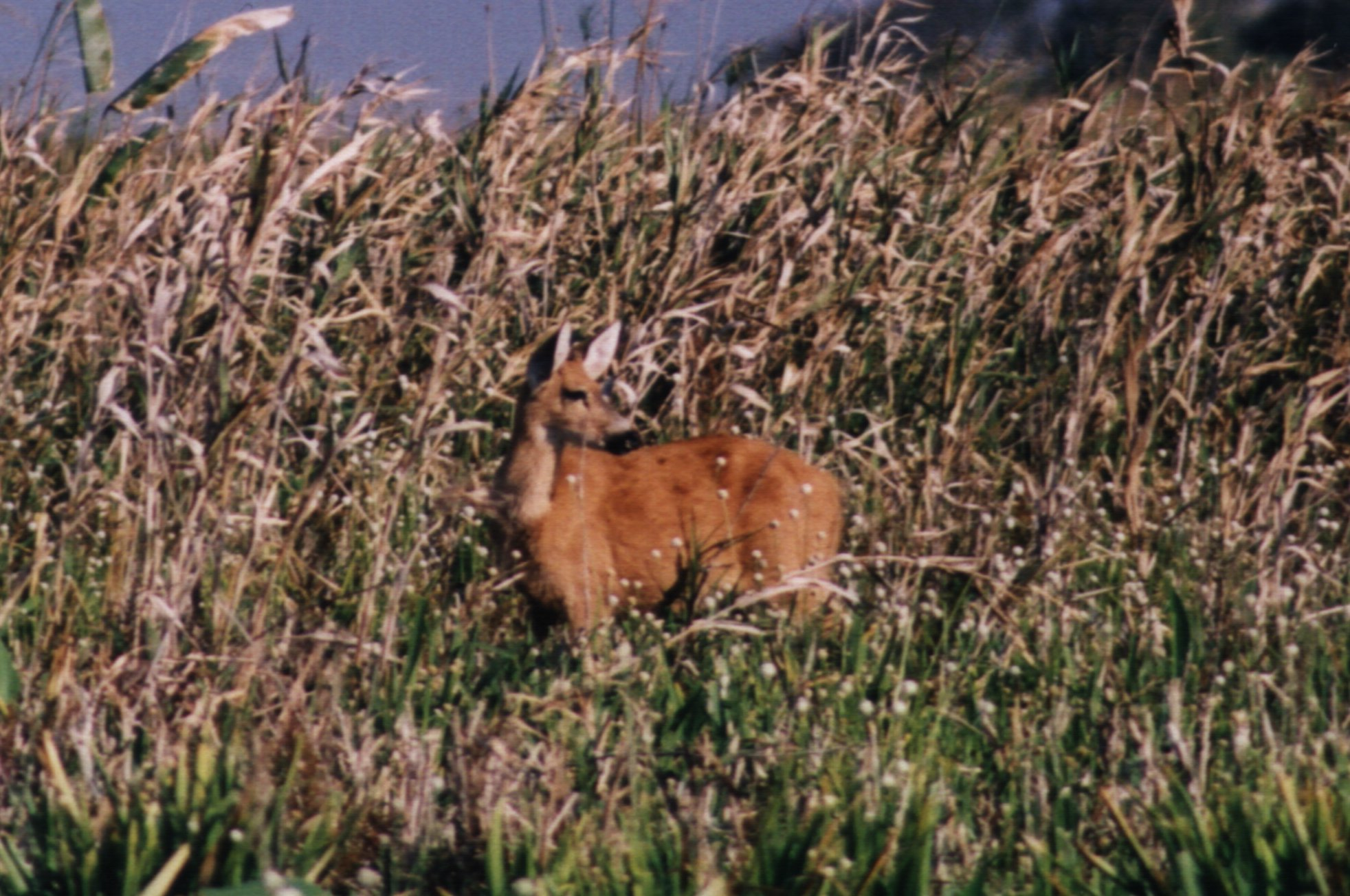
گوزن ماده مردابی بالغ (Blastocerus dichotomus) در تالاب های ایبرا، در استان کورینتس، آرژانتین

استان کورینتس به عنوان بخشی از منطقه نیمه گرمسیری میانرودان، دارای دما و بارش زیاد با اختلاف دمای ناچیز (به ویژه در شمال) است. بخش جنوبی استان که در همسایگی پامپاس قرار دارد دارای هوای معتدل تری است.
همچنین کورینتس توسط دو رود اروگوئه از شرق و پارانا ازشمال غرب محاط شده‌است. کران جنوبی رود پارانا گهگاهی موجب بروز سیل می‌شود. پس از سیل ویرانگر ۱۹۸۲ سیستمی حفاظتی در احداث سد اعمال شده‌است.
بیشتر استان را نواحی جلگه‌ای تشکیل می‌دهد. تالاب ایبریا، ناحیه گود و فرورفته مردابی ای است که از جریان‌های آتشفشانی به وجود آمده و بعدها از ته نشست رودخانه‌ای پوشیده شده‌است.

## اقتصاد
استان کورینتس با تولید ناخالص داخلی برابر۲/۴ میلیارد دلار در سال ۲۰۰۶ و درآمد سرانه ۴۵۴۰ همچون سایر ایالات شمالی از نظر اقتصادی کم توسعه می‌باشد. مهم‌ترین فعالیت درامدزای استان، زراعت (۱۵ درصد اقتصاد استان) و تولید محصولاتی چون پنبه، لیمو، ماته، چای، برنج و توتون می‌باشد. از سایر فعالیت‌های اقتصادی کورینتس، پرورش دام (گاو) با ۴ میلیون راس است. در شمال استان به دلیل کیفیت پایین مراتع، گاوهای نژاد برانگوس، نژاد غالب است.
صنایع غذایی، نساجی و چوب (۱۴۰۰ کیلومتر مربع جنگل کاج و اوکالیپتوس) نیز از دیگر فعالیت‌ها می‌باشد.
سد یاسیر ه تا بر روی رود پارانا با تولید انرژی برای آرژانتین و پاراگوئه بزرگترین سد کشور است.
در بخش خدمات، صنعت جهانگردی منبع درامدزایی می‌باشد. جاذبه‌های توریستی استان عبارتند از:
پارک ملی امبوروکویا
تالاب ایبریا و نواحی مردابی پیرامونی

## فرهنگ
فرهنگ در کورینتس در ابتدا متأثر از اروپاییان بود، موسیقی و رقص چامامه chamame نمونه‌هایی از آن است.
ازچهره‌های برجسته کورینتس می‌توان به ژنرال خوزه ده سان مارتین و خوان باتیستا کابرال اشاره نمود.

## زبان‌های رسمی
استان کورینتس تنها استان آرژانتین است که علاو بر زبان اسپانیایی، زبان رسمی دیگری دارد. در سپتامبر ۲۰۰۴ زبان گوارانی به عنوان زبان دوم استان به‌شمار می‌رود.

## تقسیمان سیاسی
استان به ۲۵ بخش (دپارتمان) تقسیم می‌شود.
| ۱ – بخش بیا ویستا ۲ – بخش برون ده آسترا ۳ – بخش مرکزی ۴ – بخش کونسپسیون ۵ – بخش کوروزو کواتیا ۶ – بخش امپدرادو ۷ – بخش اسکوئینا ۸ – بخش خنرال آلبئار ۹ – بخش خنرال پاز ۱۰ – بخش گویا ۱۱ – بخش ایتاتی ۱۲ – بخش ایتوزاینگو ۱۳ – بخش لاوایه | ۱۴ – بخش امبوروکویا ۱۵ – بخش مرسدس ۱۶ – بخش مونته کاسروس ۱۷ – بخش پاسو دلوس لیبرس ۱۸ – بخش سالادس ۱۹ – بخش سان کوزمه ۲۰ – بخش سان لوئیز دل پالمار ۲۱ – بخش سان مارتین ۲۲ – بخش سان میگل ۲۳ – بخش سان روکه ۲۴ - بخش سانتو تومه ۲۵ – بخش سائوسه |  |